# Fort Sint-Job
Het Fort Sint-Job is een fort dat in 1604 werd gebouwd in opdracht van Luis de Velasco. Het bevindt zich nabij Oostkerke.
Het was een tegenfort, opgericht na de verovering van Sluis door de Staatsgezinden. Het fort diende onder meer ter verdediging van de stad Damme. Het vormde, samen met Fort Sint-Frederik en Fort Sint-Donaas, een fortendriehoek.
Fort Sint-Job bevond zich ten zuiden van de Soute Vaart, de toenmalige vaarweg van Sluis naar Damme en Brugge. Tegenwoordig ligt hier de Damse Vaart.
Als uitvloeisel van de Spaanse Successieoorlog (het Barrièretraktaat) had het fort vanaf 1718 een Staatse bezettingsmacht. De verdediging van de (Zuidelijke) Nederlanden tegen Frankrijk werd in 1783 door de Oostenrijkers overgenomen, waarna het fort werd opgeheven.
Tegenwoordig is de vroegere locatie van het fort nog te onderscheiden als een reliëf in het landschap.